# Johnstown (Pennsylvania)
Johnstown is een plaats (city) in de Amerikaanse staat Pennsylvania, en valt bestuurlijk gezien onder Cambria County.

## Demografie
Bij de volkstelling in 2000 werd het aantal inwoners vastgesteld op 23.906.

## Geschiedenis
Op 31 mei 1889 werd de plaats volledig vernield na een dambreuk veroorzaakt door overvloedige regenval. Hierbij kwamen meer dan 2.000 mensen om het leven.

## Geografie
Volgens het United States Census Bureau beslaat de plaats een oppervlakte van 15,7 km², waarvan 15,1 km² land en 0,6 km² water. Johnstown ligt op ongeveer 358 m boven zeeniveau in de vallei van de Conemaugh.

## Plaatsen in de nabije omgeving
De onderstaande figuur toont nabijgelegen plaatsen in een straal van 4 km rond Johnstown.

## Geboren in Johnstown
- Terry McGovern (1880-1918), bokser
- Frank Albert Benford jr. (1883-1948), fysicus
- Steve Ditko (1927-2018), stripauteur
- Carroll Baker (1931), actrice
- David Noon (1946), componist, muziekpedagoog, klarinettist, pianist en organist
- Russell Shorto (1959), historicus, schrijver, journalist